# Lista de prefeitos de Gurupi
Esta é a lista de prefeitos e vice-prefeitos do município de Gurupi, estado brasileiro do Tocantins.
O cargo de prefeito foi criado em 11 de abril de 1835, pela assembleia provincial paulista, em reação aos amplos poderes conferidos pelo Código de Processo Criminal de 1832 às câmaras municipais. Seguiram o exemplo paulista seis províncias do nordeste brasileiro (Alagoas, Ceará, Maranhão, Paraíba, Pernambuco e Sergipe).
Sob a vigente ordem constitucional, essa designação é dada ao funcionário público do Poder Executivo municipal, que exerce seu cargo em função de uma legislatura (mandato), sendo para tanto eleito a cada quatro anos, podendo ser reeleito por mais 4 anos (segundo mandato).
Funções
O poder executivo municipal chefia a administração e comanda os serviços públicos, tendo como comandante o prefeito.
A partir da constituição brasileira de 1934, o cargo de prefeito passou a ser o único, em todo o Brasil, ao qual estão atribuídas as funções de chefe do poder executivo do governo local, em simetria aos chefes dos executivos da União e do estado, portanto, em forma monocrática. Este texto quer dizer que deverá haver harmonia e integração de ação entre as esferas envolvidas sem a intervenção de uma na outra, exceto nos casos previstos na Constituição Federal.
Eleições
O prefeito é eleito por sufrágio universal, secreto, direto, em pleito simultâneo em todo o País, realizado a cada quatro anos, no primeiro domingo de outubro.
E trinta dias após tem lugar o segundo turno, se o eleito em primeiro lugar não atingir 50% dos votos válidos mais um voto, no caso de municípios com mais de duzentos mil eleitores.
Conforme a legislação eleitoral atual no Brasil para tornar-se elegível, exige-se uma série de requisitos;
- Possuir nacionalidade brasileira ou portuguesa (neste caso, o cidadão português deve se encontrar amparado pelo Estatuto de Igualdade entre Portugueses e Brasileiros),
- Título de eleitor em dia e estar em gozo pleno do exercício dos direitos políticos,
- Domicilio eleitoral na circunscrição na qual o candidato se apresenta,
- Filiação partidária,
- Ser alfabetizado (tópico invalidado pela atual constituição brasileira de 1988),
- Desincompatibilização de cargo público — Se ocupa um cargo público deve sair seis meses antes das eleições e voltar caso possa só após seis meses ao pleito eleitoral,
- Renúncia de outro mandado até seis meses antes do pleito e não ser parente afim ou consangüíneo, até segundo grau, ou cônjuge de titular de cargo eletivo; pode, entretanto, ser candidato à reeleição (artigo 14 da Constituição),
- Ter idade mínima de 21 anos.

## Lista
| Nº | Prefeito                                                      | Imagem                                       | Partido                                                       | Vice-Prefeito                                                               | Início do mandato       | Fim do mandato                                                                       | Observações                                                                          |
| 1  | Melchiades Barros dos Santos                                  |                                              | Partido Social Democrático PSD                                | —                                                                           | 1º de janeiro de 1959   | 31 de dezembro de 1959                                                               | Prefeito nomeado                                                                     |
| 2  | João de Souza Brito                                           |                                              | União Democrática Nacional UDN                                | —                                                                           | 1º de janeiro de 1960   | janeiro de 1961                                                                      | Prefeito nomeado                                                                     |
| 3  | Francisco Henrique de Santana (– 08.02.1963)                  |                                              | União Democrática Nacional UDN                                | Luiz Brito Aguiar (UDN)                                                     | fevereiro de 1961       | 8 de agosto de 1963                                                                  | Prefeito e vice eleitos em sufrágio universal cujo titular faleceu durante o mandato |
| 4  | Luiz Brito Aguiar (1924–Gurupi, 16.05.2014)                   |                                              | União Democrática Nacional UDN                                | —                                                                           | agosto de 1963          | 31 de janeiro de 1966                                                                | Vice-prefeito eleito no cargo de Prefeito                                            |
| 5  | João Manoel dos Santos                                        |                                              | Aliança Renovadora Nacional ARENA                             | Eduardo Vital de Almeida (ARENA)                                            | 1º de fevereiro de 1966 | 31 de janeiro de 1970                                                                | Prefeito e vice eleitos em sufrágio universal                                        |
| 6  | Joaquim Pereira Costa                                         |                                              | Aliança Renovadora Nacional ARENA                             | Ricardo Leite da Silva (ARENA)                                              | 1º de fevereiro de 1970 | 31 de janeiro de 1973                                                                | Prefeito e vice eleitos em sufrágio universal                                        |
| 7  | Manoel Ildon de Pina (–Goiânia, 01.01.2010)                   |                                              | Movimento Democrático Brasileiro MDB                          | Roberto Omena da Silva (MDB)                                                | 1º de fevereiro de 1973 | 31 de janeiro de 1977                                                                | Prefeito e vice eleitos em sufrágio universal                                        |
| 8  | Joaquim Pereira Costa                                         |                                              | Aliança Renovadora Nacional ARENA                             | Marcelo José Diniz (ARENA)                                                  | 1º de fevereiro de 1977 | 31 de janeiro de 1983                                                                | Prefeito e vice eleitos em sufrágio universal                                        |
| 9  | Jacinto Nunes da Silva                                        |                                              | Partido do Movimento Democrático Brasileiro PMDB              | João Lisboa da Cruz (PMDB)                                                  | 1º de fevereiro de 1983 | outubro de 1988                                                                      | Prefeito e vice eleitos em sufrágio universal cujo titular faleceu durante o mandato |
| 10 | Adão Ferreira                                                 |                                              | Partido do Movimento Democrático Brasileiro PMDB              | —                                                                           | outubro de 1988         | 31 de dezembro de 1988                                                               | Presidente da Câmara como Prefeito interino                                          |
| 11 | João Lisboa da Cruz                                           |                                              | Partido do Movimento Democrático Brasileiro PMDB              | Carmem Lúcia Prudente Vitorino (PMDB)                                       | 1º de janeiro de 1989   | 31 de dezembro de 1992                                                               | Prefeito e vice eleitos em sufrágio universal                                        |
| 12 | Raimundo Aimar Queiroz Barbosa (1939–Palmas, 18.10.2021)      |                                              | Partido da Frente Liberal PFL                                 | José Hugo Ferreira (PDS)                                                    | 1º de janeiro de 1993   | 31 de dezembro de 1996                                                               | Prefeito e vice eleitos em sufrágio universal                                        |
| 13 | João Lisboa da Cruz                                           |                                              | Partido do Movimento Democrático Brasileiro PMDB              | —                                                                           | 1º de janeiro de 1997   | maio de 1997                                                                         | Interventor estadual                                                                 |
| 14 | Nânio Tadeu Gonçalves                                         |                                              | Partido do Movimento Democrático Brasileiro PMDB              | Inaldo Valentim Júnior (PDT)                                                | maio de 1997            | 31 de dezembro de 2000                                                               | Prefeito e vice eleitos em sufrágio universal                                        |
| 15 | João Lisboa da Cruz                                           |                                              | Partido da Frente Liberal PFL                                 | Carlos Arcy Gama de Barcellos (PPB)                                         | 1º de janeiro de 2001   | 31 de dezembro de 2004                                                               | Prefeito e vice eleitos em sufrágio universal                                        |
| 15 | João Lisboa da Cruz                                           | Partido da Social Democracia Brasileira PSDB | Alexandre Tadeu Salomão Abdalla (PTB)                         | 1º de janeiro de 2005                                                       | 6 de maio de 2008       | Prefeito e vice eleitos em sufrágio universal cujo titular faleceu durante o mandato |                                                                                      |
| 16 | Alexandre Tadeu Salomão Abdalla (Ribeirão Preto, 07.01.1960–) |                                              | Partido Trabalhista Brasileiro PTB                            | —                                                                           | 7 de maio de 2008       | 31 de dezembro de 2008                                                               | Vice-prefeito eleito no cargo de Prefeito                                            |
| 16 | Alexandre Tadeu Salomão Abdalla (Ribeirão Preto, 07.01.1960–) | Partido da República PR                      | Carlos Arcy Gama de Barcellos (Santa Maria, 27.08.1949–) (PP) | 1º de janeiro de 2009                                                       | 31 de dezembro de 2012  | Prefeito reeleito e vice eleito em sufrágio universal                                |                                                                                      |
| 17 | Laurez da Rocha Moreira (Dueré, 03.07.1957–)                  |                                              | Partido Socialista Brasileiro PSB                             | Maria das Dores Braga Nunes, Dolores Nunes (Natividade, 04.04.1941–) (PMDB) | 1º de janeiro de 2013   | 31 de dezembro de 2016                                                               | Prefeito e vice eleitos em sufrágio universal                                        |
| 17 | Laurez da Rocha Moreira (Dueré, 03.07.1957–)                  | 1º de janeiro de 2017                        | Partido Socialista Brasileiro PSB                             | Maria das Dores Braga Nunes, Dolores Nunes (Natividade, 04.04.1941–) (PMDB) | 31 de dezembro de 2020  | Prefeito e vice reeleitos em sufrágio universal                                      |                                                                                      |
| 18 | Josi Nunes (Porto Nacional, 10.05.1962–)                      |                                              | Partido Republicano da Ordem Social PROS                      | Gleydson Nato (Gurupi, 25.05.1979–) (PTB)                                   | 1º de janeiro de 2021   | 31 de dezembro de 2024                                                               | Prefeita e vice eleitos em sufrágio universal                                        |
| 18 | Josi Nunes (Porto Nacional, 10.05.1962–)                      | União Brasil UNIÃO                           | Adaílton Batista da Fonseca (Guaraí, 03.10.1971–) (PL)        | 1º de janeiro de 2025                                                       | Atual                   | Prefeita reeleita e vice eleito em sufrágio universal                                |                                                                                      |